# Lutzomyia ruii
Lutzomyia ruii är en tvåvingeart som beskrevs av Arias J. R., Young D. G. 1982. Lutzomyia ruii ingår i släktet Lutzomyia och familjen fjärilsmyggor. Inga underarter finns listade i Catalogue of Life.